# 雅科巴奇工程師城

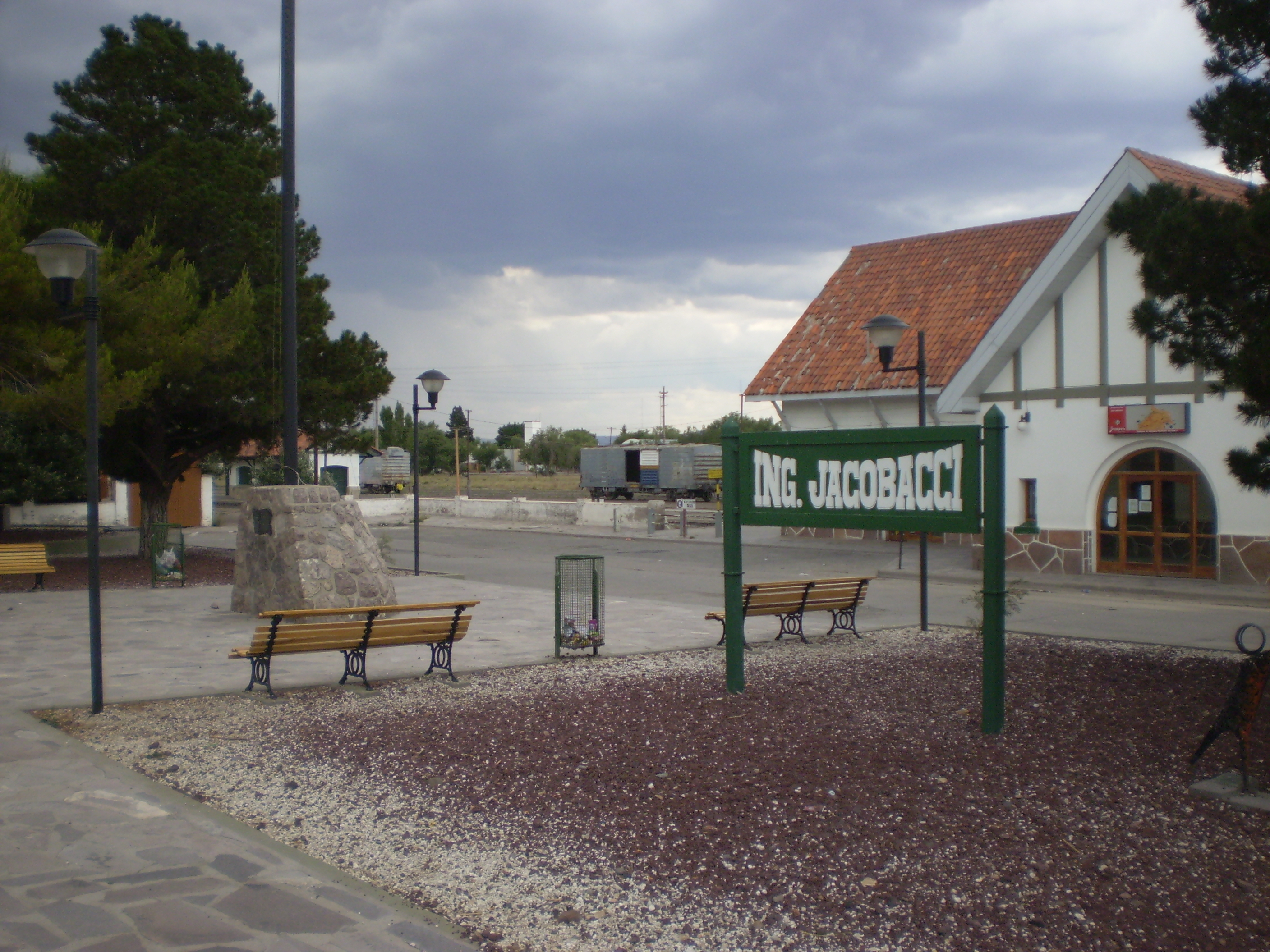
雅科巴奇工程師城的火車站

雅科巴奇工程師城（Ingeniero Jacobacci）是阿根廷里奧內格羅省的一個城市，有12,000名居民。該城市以義大利工程師圭多·雅各巴奇命名。雅各巴奇是1916年在大西洋沿岸的西聖安東尼奧和安第斯山脈的巴里洛切之間開通的鐵路的負責人。